# 中華民國總統府秘書長
總統府秘書長（英語：-{Secretary
General to the President}-）是中華民國總統府的機關首長，由總統任命，綜理府內事務，並指揮、監督所屬職員。副職為總統府副秘書長，主要襄助秘書長處理事務。現任秘書長為民主進步黨籍的潘孟安。

## 職能及演變

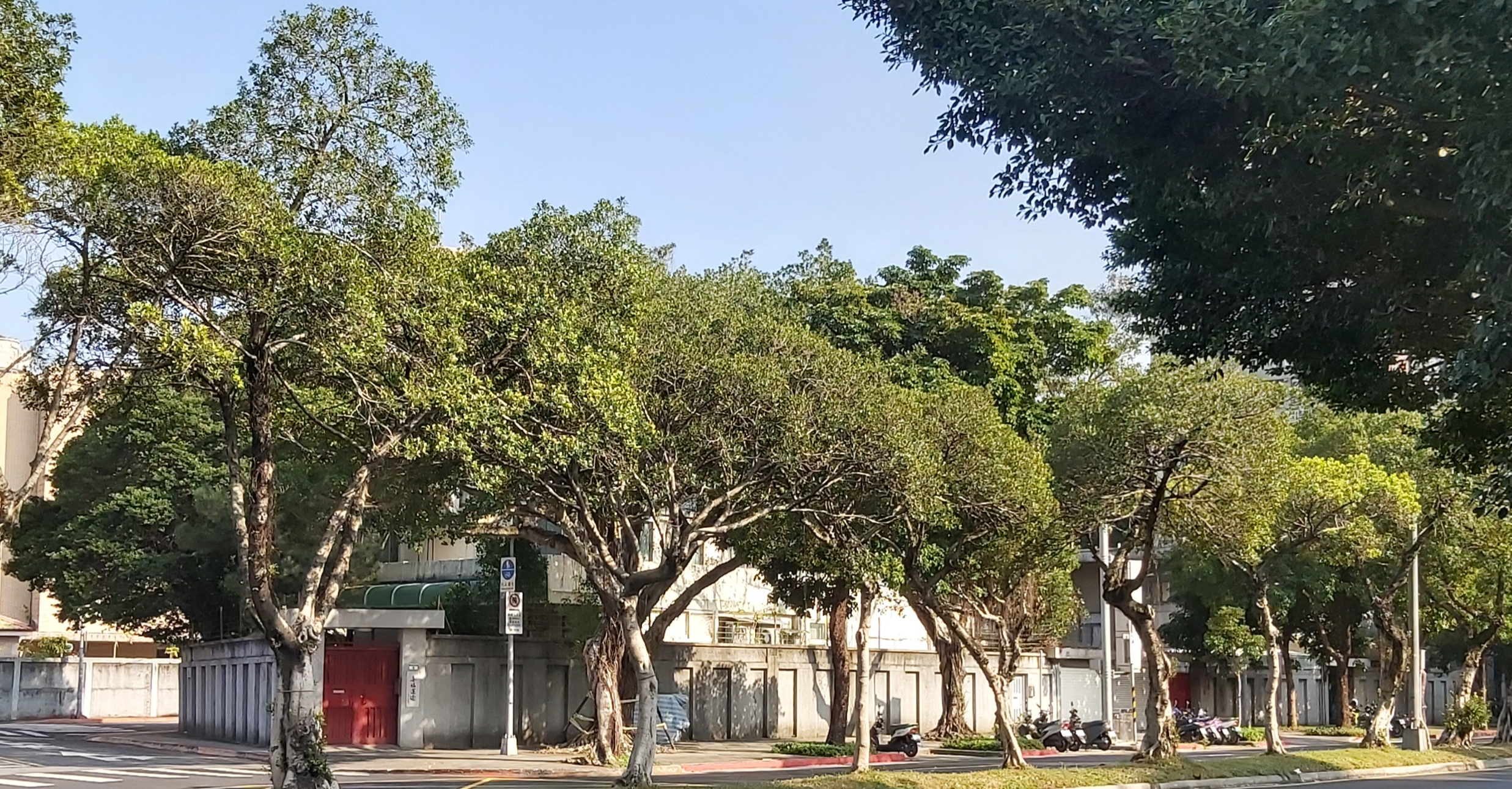
臺北市中正區重慶南路二段9號的總統府秘書長職務官舍。

《中華民國總統府組織法》第九條規定：「總統府置秘書長一人，特任，承總統之命，綜理總統府事務，並指揮、監督所屬職員。」
就工作性質和名稱而言，總統府秘書長容易被外界認為是總統府的管家及總統的高級幕僚。然而實際上，總統本身即為一憲政機關，總統府是總統的幕僚機關而不是官邸或內部單位，總統府秘書長為總統府的首長。總統府秘書長作為總統府的首長，當然可以充分代表總統發言，其發言內容當然成為總統府的正式立場。依《總統府組織法》規定，總統府秘書長對總統府所屬機關的正式函釋，當然具有正式公文的法律效力。

## 历任总统府秘书长

### 北洋政府時期
| 总统府秘书长（内史监） |      |        |              |               |                          |
| 次序                   | 照片 | 姓名   | 任職期間     | 任職期間      | 政黨                     |
| 次序                   | 照片 | 姓名   | 到任時間     | 卸任時間      | 政黨                     |
| 1                      |      | 胡漢民 | 1912年1月1日 | 1912年3月10日 | 中国同盟会               |
| 2                      |      | 梁士诒 | 1912年3月    | 1914年5月     | 公民黨                   |
| 3 （内史监）           |      | 阮忠樞 | 1914年5月    | 1916年6月     | 北洋系，袁世凯人馬       |
| 4                      |      | 张国淦 | 1916年6月    | 1916年7月     |                          |
| 5                      |      | 丁佛言 | 1916年8月    | 1917年2月     | 民宪党                   |
| 6                      |      | 夏壽康 | 1917年2月    | 1917年7月     |                          |
| 7                      |      | 張一麐 | 1917年8月    | 1918年        |                          |
| 8                      |      | 吳笈孫 | 1918年       | 1922年        |                          |
| 9                      |      | 饒漢祥 | 1922年6月    | 1923年6月     |                          |
| 10                     |      | 王毓芝 | 1923年10月   | 1924年10月    |                          |
| 11                     |      | 梁鴻志 | 1924年11月   | 1926年4月     |                          |
| 12                     |      | 任毓麟 | 1927年6月    | 1928年        | 北洋政府軍政府末代秘書長 |

### 國民政府時期
| 國民政府秘書長 |      |                   |                |                |            |
| 次序           | 照片 | 姓名              | 任職期間       | 任職期間       | 政黨       |
| 次序           | 照片 | 姓名              | 到任時間       | 卸任時間       | 政黨       |
| 1              |      | 钮永建            | 1927年4月18日  | 1927年9月17日  | 中國國民黨 |
| 2              |      | 連聲海            | 1927年10月17日 | 1928年9月19日  | 中國國民黨 |
| 3              |      | 呂苾籌            | 1928年9月19日  | 1928年10月26日 | 中國國民黨 |
| 國民政府文官長 |      |                   |                |                |            |
| 4              |      | 古应芬            | 1928年10月31日 | 1931年6月19日  | 中國國民黨 |
| 5              |      | 王樹翰 （未就任） | 1931年6月19日  | 1932年1月3日   | 中國國民黨 |
| 代理           |      | 叶楚伧            | 1931年6月19日  | 1932年1月3日   | 中國國民黨 |
| 6              |      | 魏怀              | 1932年1月3日   | 1945年1月18日  | 中國國民黨 |
| 7              |      | 吴鼎昌            | 1945年1月18日  | 1948年5月20日  | 中國國民黨 |

### 行憲後
| 總統府秘書長  | |        |                |                |                       | |                |
| 任次          | 肖像 | 姓名   | 任期           | 任期           | 政黨                  | 副秘書長 | 總統           |
| 任次          | 肖像 | 姓名   | 到任時間       | 卸任時間       | 政黨                  | 副秘書長 | 總統           |
| 1             | | 吳鼎昌 | 1948年5月25日  | 1948年12月24日 | 中國國民黨            | 許靜芝 1948年~1957年11月21日 黃伯度（代理） 1957年11月21日~1958年4月19日 黃伯度 1958年4月19日~1967年11月29日 鄭彥棻 1967年11月29日~1972年5月29日 唐振楚 1972年5月29日~1978年5月30日                                                              | 蔣中正         |
| 2             | | 吴忠信 | 1948年12月24日 | 1949年1月29日  | 中國國民黨            | 許靜芝 1948年~1957年11月21日 黃伯度（代理） 1957年11月21日~1958年4月19日 黃伯度 1958年4月19日~1967年11月29日 鄭彥棻 1967年11月29日~1972年5月29日 唐振楚 1972年5月29日~1978年5月30日                                                              | 蔣中正         |
| 3             | | 翁文灝 | 1949年1月29日  | 1949年6月24日  | 中國國民黨            | 許靜芝 1948年~1957年11月21日 黃伯度（代理） 1957年11月21日~1958年4月19日 黃伯度 1958年4月19日~1967年11月29日 鄭彥棻 1967年11月29日~1972年5月29日 唐振楚 1972年5月29日~1978年5月30日                                                              | 李宗仁（代理） |
| 4             | | 邱昌渭 | 1949年6月24日  | 1950年3月20日  | 中國國民黨            | 許靜芝 1948年~1957年11月21日 黃伯度（代理） 1957年11月21日~1958年4月19日 黃伯度 1958年4月19日~1967年11月29日 鄭彥棻 1967年11月29日~1972年5月29日 唐振楚 1972年5月29日~1978年5月30日                                                              | 李宗仁（代理） |
| 5             | | 王世   | 1950年3月20日  | 1953年11月17日 | 中國國民黨            | 許靜芝 1948年~1957年11月21日 黃伯度（代理） 1957年11月21日~1958年4月19日 黃伯度 1958年4月19日~1967年11月29日 鄭彥棻 1967年11月29日~1972年5月29日 唐振楚 1972年5月29日~1978年5月30日                                                              | 蔣中正         |
| 代理          | | 許静芝 | 1953年11月17日 | 1954年5月18日  | 中國國民黨            | 許靜芝 1948年~1957年11月21日 黃伯度（代理） 1957年11月21日~1958年4月19日 黃伯度 1958年4月19日~1967年11月29日 鄭彥棻 1967年11月29日~1972年5月29日 唐振楚 1972年5月29日~1978年5月30日                                                              | 蔣中正         |
| 6             | | 張羣   | 1954年5月18日  | 1972年5月29日  | 中國國民黨            | 許靜芝 1948年~1957年11月21日 黃伯度（代理） 1957年11月21日~1958年4月19日 黃伯度 1958年4月19日~1967年11月29日 鄭彥棻 1967年11月29日~1972年5月29日 唐振楚 1972年5月29日~1978年5月30日                                                              | 蔣中正         |
| 7             | | 鄭彥棻 | 1972年5月29日  | 1978年5月20日  | 中國國民黨            | 許靜芝 1948年~1957年11月21日 黃伯度（代理） 1957年11月21日~1958年4月19日 黃伯度 1958年4月19日~1967年11月29日 鄭彥棻 1967年11月29日~1972年5月29日 唐振楚 1972年5月29日~1978年5月30日                                                              | 蔣中正         |
| 7             | 嚴家淦 | 鄭彥棻 | 1972年5月29日  | 1978年5月20日  | 中國國民黨            | 許靜芝 1948年~1957年11月21日 黃伯度（代理） 1957年11月21日~1958年4月19日 黃伯度 1958年4月19日~1967年11月29日 鄭彥棻 1967年11月29日~1972年5月29日 唐振楚 1972年5月29日~1978年5月30日                                                              |                |
| 8             | | 蔣彥士 | 1978年5月20日  | 1978年12月20日 | 中國國民黨            | 張祖詒 1978年5月30日~1988年10月20日 | 蔣經國         |
| 9             | | 馬紀壯 | 1978年12月20日 | 1984年5月28日  | 中國國民黨            | 張祖詒 1978年5月30日~1988年10月20日 | 蔣經國         |
| 10            | | 沈昌煥 | 1984年5月28日  | 1988年10月17日 | 中國國民黨            | 張祖詒 1978年5月30日~1988年10月20日 | 蔣經國         |
| 10            | 李登輝 | 沈昌煥 | 1984年5月28日  | 1988年10月17日 | 中國國民黨            | 張祖詒 1978年5月30日~1988年10月20日 |                |
| 11            | | 李元簇 | 1988年10月17日 | 1990年5月20日  | 中國國民黨            | 邱進益 1988年10月26日~1993年3月11日 戴瑞明 1993年4月9日~1996年1月26日 |                |
| 12 （二次）   | | 蔣彥士 | 1990年5月20日  | 1994年12月13日 | 中國國民黨            | 邱進益 1988年10月26日~1993年3月11日 戴瑞明 1993年4月9日~1996年1月26日 |                |
| 13            | | 吳伯雄 | 1994年12月13日 | 1996年8月3日   | 中國國民黨            | 邱進益 1988年10月26日~1993年3月11日 戴瑞明 1993年4月9日~1996年1月26日 |                |
| 13            | 特任： 戴瑞明 1996年1月26日~1996年7月16日 陳錫蕃 1996年7月16日~1997年10月17日 黃正雄 1997年10月17日~1999年11月18日 比照簡任第十四職等： 黃正雄 1996年4月22日~1997年10月17日 蘇起 1997年10月17日~1999年2月1日 林碧炤 1999年2月12日~1999年11月18日 | 吳伯雄 | 1994年12月13日 | 1996年8月3日   | 中國國民黨            | |                |
| 14            | | 黃昆輝 | 1996年8月3日   | 1999年11月18日 | 中國國民黨            | |                |
| 15            | | 蔣孝嚴 | 1999年11月18日 | 1999年12月22日 | 中國國民黨            | 特任： 林碧炤 1999年11月18日~2000年5月19日 比照簡任第十四職等： 黃振福 1999年12月29日~2000年5月16日 |                |
| 16            | | 丁懋時 | 1999年12月22日 | 2000年5月19日  | 中國國民黨            | 特任： 林碧炤 1999年11月18日~2000年5月19日 比照簡任第十四職等： 黃振福 1999年12月29日~2000年5月16日 |                |
| 17            | | 張俊雄 | 2000年5月20日  | 2000年7月28日  | 民主進步黨            | 特任： 陳哲男 2000年5月20日~2004年5月19日 比照簡任第十四職等： 簡又新 2000年5月20日~2002年2月1日 吳釗燮 2002年2月20日~2004年5月19日 | 陳水扁         |
| 代理          | | 陳哲男 | 2000年7月28日  | 2000年10月6日  | 民主進步黨            | 特任： 陳哲男 2000年5月20日~2004年5月19日 比照簡任第十四職等： 簡又新 2000年5月20日~2002年2月1日 吳釗燮 2002年2月20日~2004年5月19日 | 陳水扁         |
| 18            | | 游錫堃 | 2000年10月6日  | 2002年2月1日   | 民主進步黨            | 特任： 陳哲男 2000年5月20日~2004年5月19日 比照簡任第十四職等： 簡又新 2000年5月20日~2002年2月1日 吳釗燮 2002年2月20日~2004年5月19日 | 陳水扁         |
| 19            | | 陳師孟 | 2002年2月1日   | 2003年2月5日   | 民主進步黨            | 特任： 陳哲男 2000年5月20日~2004年5月19日 比照簡任第十四職等： 簡又新 2000年5月20日~2002年2月1日 吳釗燮 2002年2月20日~2004年5月19日 | 陳水扁         |
| 20            | | 邱義仁 | 2003年2月6日   | 2004年5月19日  | 民主進步黨            | 特任： 陳哲男 2000年5月20日~2004年5月19日 比照簡任第十四職等： 簡又新 2000年5月20日~2002年2月1日 吳釗燮 2002年2月20日~2004年5月19日 | 陳水扁         |
| 21            | | 蘇貞昌 | 2004年5月20日  | 2005年1月31日  | 民主進步黨            | 特任： 卓榮泰 2004年5月20日~2005年2月1日 馬永成 2005年2月1日~2006年1月25日 比照簡任第十四職等： 黃志芳 2004年5月20日~2006年1月24日 | 陳水扁         |
| 22 （二次）   | | 游錫堃 | 2005年2月1日   | 2005年12月15日 | 民主進步黨            | 特任： 卓榮泰 2004年5月20日~2005年2月1日 馬永成 2005年2月1日~2006年1月25日 比照簡任第十四職等： 黃志芳 2004年5月20日~2006年1月24日 | 陳水扁         |
| 代理          | | 馬永成 | 2005年12月15日 | 2006年1月25日  | 民主進步黨            | 特任： 卓榮泰 2004年5月20日~2005年2月1日 馬永成 2005年2月1日~2006年1月25日 比照簡任第十四職等： 黃志芳 2004年5月20日~2006年1月24日 | 陳水扁         |
| 23            | | 陳唐山 | 2006年1月25日  | 2007年2月6日   | 民主進步黨            | 特任： 卓榮泰 2006年1月25日~2007年10月17日 陳其邁 2007年10月17日~2008年5月19日 比照簡任第十四職等： 馬永成 2006年1月25日~2006年6月4日 劉世芳 2006年7月16日~2007年2月12日 陳其邁 2007年2月12日~2007年10月17日 林佳龍 2007年10月17日~2008年5月19日 | 陳水扁         |
| 24 （二次）   | | 邱義仁 | 2007年2月6日   | 2007年5月20日  | 民主進步黨            | 特任： 卓榮泰 2006年1月25日~2007年10月17日 陳其邁 2007年10月17日~2008年5月19日 比照簡任第十四職等： 馬永成 2006年1月25日~2006年6月4日 劉世芳 2006年7月16日~2007年2月12日 陳其邁 2007年2月12日~2007年10月17日 林佳龍 2007年10月17日~2008年5月19日 | 陳水扁         |
| 代理          | | 卓榮泰 | 2007年5月21日  | 2007年8月19日  | 民主進步黨            | 特任： 卓榮泰 2006年1月25日~2007年10月17日 陳其邁 2007年10月17日~2008年5月19日 比照簡任第十四職等： 馬永成 2006年1月25日~2006年6月4日 劉世芳 2006年7月16日~2007年2月12日 陳其邁 2007年2月12日~2007年10月17日 林佳龍 2007年10月17日~2008年5月19日 | 陳水扁         |
| 25            | | 葉菊蘭 | 2007年8月20日  | 2008年3月26日  | 民主進步黨            | 特任： 卓榮泰 2006年1月25日~2007年10月17日 陳其邁 2007年10月17日~2008年5月19日 比照簡任第十四職等： 馬永成 2006年1月25日~2006年6月4日 劉世芳 2006年7月16日~2007年2月12日 陳其邁 2007年2月12日~2007年10月17日 林佳龍 2007年10月17日~2008年5月19日 | 陳水扁         |
| 26 （二次）   | | 陳唐山 | 2008年3月27日  | 2008年5月19日  | 民主進步黨            | 特任： 卓榮泰 2006年1月25日~2007年10月17日 陳其邁 2007年10月17日~2008年5月19日 比照簡任第十四職等： 馬永成 2006年1月25日~2006年6月4日 劉世芳 2006年7月16日~2007年2月12日 陳其邁 2007年2月12日~2007年10月17日 林佳龍 2007年10月17日~2008年5月19日 | 陳水扁         |
| 27            | | 詹春柏 | 2008年5月20日  | 2009年9月10日  | 中國國民黨            | 特任： 葉金川 2008年5月20日~2008年9月25日 高朗 2008年11月1日~2012年2月6日 比照簡任第十四職等： 高朗 2008年7月1日~2008年11月1日 賴峰偉 2008年11月1日~2010年7月31日 劉寶貴 2010年8月1日~2012年2月6日                                               | 馬英九         |
| 28            | | 廖了以 | 2009年9月10日  | 2011年1月30日  | 中國國民黨            | 特任： 葉金川 2008年5月20日~2008年9月25日 高朗 2008年11月1日~2012年2月6日 比照簡任第十四職等： 高朗 2008年7月1日~2008年11月1日 賴峰偉 2008年11月1日~2010年7月31日 劉寶貴 2010年8月1日~2012年2月6日                                               | 馬英九         |
| 29            | | 伍錦霖 | 2011年1月31日  | 2012年2月6日   | 中國國民黨            | 特任： 葉金川 2008年5月20日~2008年9月25日 高朗 2008年11月1日~2012年2月6日 比照簡任第十四職等： 高朗 2008年7月1日~2008年11月1日 賴峰偉 2008年11月1日~2010年7月31日 劉寶貴 2010年8月1日~2012年2月6日                                               | 馬英九         |
| 30            | | 曾永權 | 2012年2月6日   | 2012年9月27日  | 中國國民黨            | 特任： 劉賓貴 2012年2月6日~2012年5月19日 羅智強 2012年5月20日~2013年10月1日 熊光華 2013年10月1日~2016年5月19日 比照簡任第十四職等： 羅智強 2012年2月6日~2012年5月19日 熊光華 2012年5月20日~2013年10月1日 蕭旭岑 2013年10月1日~2016年5月19日      | 馬英九         |
| 31            | | 楊進添 | 2012年9月27日  | 2015年2月12日  | 中國國民黨            | 特任： 劉賓貴 2012年2月6日~2012年5月19日 羅智強 2012年5月20日~2013年10月1日 熊光華 2013年10月1日~2016年5月19日 比照簡任第十四職等： 羅智強 2012年2月6日~2012年5月19日 熊光華 2012年5月20日~2013年10月1日 蕭旭岑 2013年10月1日~2016年5月19日      | 馬英九         |
| 32 （二次）   | | 曾永權 | 2015年2月12日  | 2016年5月19日  | 中國國民黨            | 特任： 劉賓貴 2012年2月6日~2012年5月19日 羅智強 2012年5月20日~2013年10月1日 熊光華 2013年10月1日~2016年5月19日 比照簡任第十四職等： 羅智強 2012年2月6日~2012年5月19日 熊光華 2012年5月20日~2013年10月1日 蕭旭岑 2013年10月1日~2016年5月19日      | 馬英九         |
| 33            | | 林碧炤 | 2016年5月20日  | 2016年10月20日 | 中國國民黨 · （停權） | 特任： 劉建忻 2016年5月20日~2020年8月31日 比照簡任第十四職等： 曾厚仁 2016年6月2日~2016年8月10日 姚人多 2016年8月10日~2018年7月8日 施克和 2019年4月22日~2020年2月10日 李俊俋 2020年2年10日~2022年7月18日 黃重諺 2022年7月18日~2023年1月30日      | 蔡英文         |
| 代理          | | 劉建忻 | 2016年10月21日 | 2017年5月23日  | 民主進步黨            | 特任： 劉建忻 2016年5月20日~2020年8月31日 比照簡任第十四職等： 曾厚仁 2016年6月2日~2016年8月10日 姚人多 2016年8月10日~2018年7月8日 施克和 2019年4月22日~2020年2月10日 李俊俋 2020年2年10日~2022年7月18日 黃重諺 2022年7月18日~2023年1月30日      | 蔡英文         |
| 34            | | 吳釗燮 | 2017年5月24日  | 2018年2月25日  | 民主進步黨            | 特任： 劉建忻 2016年5月20日~2020年8月31日 比照簡任第十四職等： 曾厚仁 2016年6月2日~2016年8月10日 姚人多 2016年8月10日~2018年7月8日 施克和 2019年4月22日~2020年2月10日 李俊俋 2020年2年10日~2022年7月18日 黃重諺 2022年7月18日~2023年1月30日      | 蔡英文         |
| 代理 （二次） | | 劉建忻 | 2018年2月26日  | 2018年4月22日  | 民主進步黨            | 特任： 劉建忻 2016年5月20日~2020年8月31日 比照簡任第十四職等： 曾厚仁 2016年6月2日~2016年8月10日 姚人多 2016年8月10日~2018年7月8日 施克和 2019年4月22日~2020年2月10日 李俊俋 2020年2年10日~2022年7月18日 黃重諺 2022年7月18日~2023年1月30日      | 蔡英文         |
| 35            | | 陳菊   | 2018年4月23日  | 2020年5月19日  | 民主進步黨            | 特任： 劉建忻 2016年5月20日~2020年8月31日 比照簡任第十四職等： 曾厚仁 2016年6月2日~2016年8月10日 姚人多 2016年8月10日~2018年7月8日 施克和 2019年4月22日~2020年2月10日 李俊俋 2020年2年10日~2022年7月18日 黃重諺 2022年7月18日~2023年1月30日      | 蔡英文         |
| 36            | | 蘇嘉全 | 2020年5月20日  | 2020年8月2日   | 民主進步黨            | 特任： 劉建忻 2016年5月20日~2020年8月31日 比照簡任第十四職等： 曾厚仁 2016年6月2日~2016年8月10日 姚人多 2016年8月10日~2018年7月8日 施克和 2019年4月22日~2020年2月10日 李俊俋 2020年2年10日~2022年7月18日 黃重諺 2022年7月18日~2023年1月30日      | 蔡英文         |
| 代理 （三次） | | 劉建忻 | 2020年8月2日   | 2020年8月3日   | 民主進步黨            | 特任： 劉建忻 2016年5月20日~2020年8月31日 比照簡任第十四職等： 曾厚仁 2016年6月2日~2016年8月10日 姚人多 2016年8月10日~2018年7月8日 施克和 2019年4月22日~2020年2月10日 李俊俋 2020年2年10日~2022年7月18日 黃重諺 2022年7月18日~2023年1月30日      | 蔡英文         |
| 37            | | 李大維 | 2020年8月3日   | 2023年1月30日  | 中國國民黨 · （停權） | 特任： 劉建忻 2016年5月20日~2020年8月31日 比照簡任第十四職等： 曾厚仁 2016年6月2日~2016年8月10日 姚人多 2016年8月10日~2018年7月8日 施克和 2019年4月22日~2020年2月10日 李俊俋 2020年2年10日~2022年7月18日 黃重諺 2022年7月18日~2023年1月30日      | 蔡英文         |
| 38            | | 林佳龍 | 2023年1月31日  | 2024年5月19日  | 民主進步黨            | 特任： 黃重諺 2023年1月31日~2024年5月19日 比照簡任第十四職等： 張惇涵 2023年1月31日~2024年5月19日 | 蔡英文         |
| 39            | | 潘孟安 | 2024年5月20日  | 現任           | 民主進步黨            | 特任： 何志偉 2024年5月20日~現任 比照簡任第十四職等： 張惇涵 2024年5月20日~現任 | 賴清德         |

## 外部連結
- （繁體中文）（英文）中華民國總統府-機關首長（页面存档备份，存于）